# Libanezi
Libanezii (arabă الشعب اللبناني, el shaab el libnene) sunt o națiune și grup etnic de locuitori ai Libanului și strămoșii acestora, incluzându-i pe cei care locuiau în Munții Liban înainte de crearea statului modern libanez .
Patrimoniului cultural și lingvistic al poporului libanez este un bogat amestec de elemente atât indigene cât și străine, care au venit să conducă țara și pe locuitorii acesteia pe parcursul a mii de ani.
Libanul nu colectează date oficiale la recensământ pe fundal etnic și de aceea este foarte dificil de făcut o analiză exactă demografică a societății libaneze, ultimul recensământ fiind organizat de Guvernul Francez în 1932. Cea mai mare concentrare în afara granițelor de oameni de origine libaneză este în Brazilia unde sunt cam 6 - 7 milioane de oameni.